# Фон ду Лак (Висконсин)
Фон ду Лак (енгл. Fond du Lac; IPA: ) град је у америчкој савезној држави Висконсин.

## Демографија
По попису из 2010. године број становника је 43.021, што је 818 (1,9%) становника више него 2000. године.
| Група             | 2000.          | 2010.          |
| Белци             | 38.906 (92,2%) | 37.584 (87,4%) |
| Афроамериканци    | 783 (1,9%)     | 1.096 (2,5%)   |
| Азијати           | 640 (1,5%)     | 755 (1,8%)     |
| Хиспаноамериканци | 1.232 (2,9%)   | 2.742 (6,4%)   |
| Укупно            | 42.203         | 43.021         |